# Facultad de Ingeniería (Universidad de Deusto)
La Facultad de Ingeniería de la Universidad de Deusto es una facultad de la Universidad de Deusto ubicada en dos campus, en el de Bilbao y en el de San Sebastián, País Vasco (España). Cuenta además con una sede en Vitoria, dependiente del campus de Bilbao.

## Historia
La Facultad de Ingeniería de la Universidad de Deusto tiene su origen en la Escuela de Informática de Deusto, que nació en el curso académico 1970-71. Esta Escuela fue erigida canónicamente Facultad de Informática en el año 1976 y obtuvo el reconocimiento oficial como Facultad de Informática en 1979. En 1996 la Facultad amplió su oferta académica para incluir otras ingenierías, pasando a denominarse Escuela Superior de Ingeniería de Deusto (ESIDE). En 2018 se inauguró la sede de Vitoria, donde se imparte el Grado Dual en Industria Digital.

## Titulaciones
- Títulos de Grado:
  - Grado en Ingeniería en Electrónica Industrial y Automática
  - Grado en Ingeniería Mecánica
  - Grado en Ingeniería en Tecnologías Industriales
  - Grado en Ingeniería en Organización Industrial
  - Grado en Ingeniería en Diseño Industrial
  - Grado en Ingeniería Informática
  - Grado en Ingeniería de Tecnologías de Telecomunicación mención Telemática
  - Grado en Ingeniería de Tecnologías de Telecomunicación mención Sonido e Imagen
  - Grado Dual en Industria Digital
  - Grado en Ingeniería Biomédica
  - Grado en Ingeniería Robótica
  - Grado de Ingeniería de Ciencia de Datos e Inteligencia Artificial
- Doble Título de Grado:
  - Doble Grado en Administración y Dirección de Empresas e Ingeniería en Tecnologías Industriales
  - Doble Grado de Ingeniería de Ciencia de Datos e Inteligencia Artificial + Ingeniería Informática
  - Doble Grado en Administración y Dirección de Empresas e Ingeniería Informática
  - Doble Grado en Ingeniería en Diseño Industrial e Ingeniería Mecánica
  - Doble Grado en Ingeniería en Electrónica Industrial y Automática e Ingeniería Informática
- Títulos de máster:
  - Máster Universitario en Ingeniería de Telecomunicación
  - Máster Universitario en Ingeniería de Telecomunicación
  - Máster Universitario en Ingeniería Informática
  - Máster Universitario en Ingeniería Industrial
  - Máster Universitario en Ingeniería en Organización Industrial
  - Máster Universitario en Ingeniería en Automatización, Electrónica y Control Industrial
  - Máster Universitario en Gestión Medioambiental
- Dobles Títulos de máster:
  - Doble máster Universitario en Ingeniería Industrial e Ingeniería en Organización Industrial
  - Doble máster Universitario en Ingeniería Informática e Ingeniería en Organización Industrial
- Títulos Propios:
- Diploma de Especialización en Ingeniería de Automoción
- Diploma en Transformación Digital de la Empresa
- Diploma en Videojuegos Realidad Virtual y Realidad Aumentada

## Campus
Se encuentra justo detrás del edificio de "La comercial", en el Campus de Bilbao.